# Madrigal de las Altas Torres (kommunhuvudort)
Madrigal de las Altas Torres är en kommunhuvudort i Spanien.   Den ligger i provinsen Provincia de Ávila och regionen Kastilien och Leon, i den centrala delen av landet, 130 km nordväst om huvudstaden Madrid. Madrigal de las Altas Torres ligger 813 meter över havet och antalet invånare är 1 803.
Terrängen runt Madrigal de las Altas Torres är platt. Runt Madrigal de las Altas Torres är det glesbefolkat, med 12 invånare per kvadratkilometer. Madrigal de las Altas Torres är det största samhället i trakten. Trakten runt Madrigal de las Altas Torres består till största delen av jordbruksmark.